# 広瀬善男
広瀬 善男（ひろせ よしお、1927年8月30日 - 2016年10月6日）は、日本の法学者。
千葉県千葉市生まれ。中央大学法学部卒。1958年東京大学大学院博士課程公法コース修了、「政府承認の法構造」で法学博士（東京大学）。明治学院大学助教授、教授、98年名誉教授。安達峰一郎記念賞受賞。国際法が専門。

## 著書
- 『現代国家主権と国際社会の統合原理』佑学社 1970
- 『国家責任論の再構成 経済と人権と』有信堂高文社 1978
- 『力の行使と国際法』信山社出版 1989
- 『捕虜の国際法上の地位』日本評論社 1990
- 『国連の平和維持活動 国際法と憲法の視座から』信山社出版 1992
- 『日本の安全保障と新世界秩序 憲法と国際法社会』信山社出版 1997
- 『21世紀日本の安全保障 新たな日米同盟とアジア』明石書店 明石ライブラリー 2000
- 『広瀬善男・国際法選集 1　国家・政府の承認と内戦』信山社 2005
- 『広瀬善男・国際法選集 2　戦後日本の再構築 領土・外国人参政権・九条と集団的自衛権・東京裁判』信山社 2006
- 『外交的保護と国家責任の国際法』信山社 2009

## 論文
- <広瀬善男